# Самопомоћ
Самопомоћ је самовођено побољшање — економско, физичко, интелектуално и емотивно — често са значајном психолошком основом.
Када се баве самопомоћи, људи често користе јавно доступне информације или групе за подршку, како на интернету, тако и лично, где се људи у сличним ситуацијама удружују. Од раних примера из самосталне правне праксе и кућних савета, конотације те речи су се прошириле и често се примењују посебно на образовање, бизнис, вежбе, психологију и психотерапију, које се обично дистрибуирају кроз популарни жанр књига за самопомоћ. Према Речнику психологије АПА, потенцијалне предности група за самопомоћ које професионалци можда не могу да пруже чине пријатељство, емитовина подршка, искуствено знање, идентитет, значајне улоге и осећај припадности.